# Winifreda
Winifreda est une ville du nord-est de la province de La Pampa, en Argentine. C'est la seconde ville du département de Conhelo.

## Situation

Trajet de la route nationale 35

La ville est située sur la route nationale 35, entre les villes de Santa Rosa et d'Eduardo Castex.

## Population
La localité comptait 2 226 habitants en 2001, ce qui représentait une hausse de 4,7 % par rapport aux 2 125 habitants de 1991.